# Route nationale 7 (Guinée)
Pour les articles homonymes, voir Route nationale 7.
La  Route nationale 7 (N7) est une route nationale en Guinée, commençant à Kankan à la sortie de la N1 et se terminant à la frontière malienne  où elle se confond avec la N5. Elle a une longueur de 156 kilomètres,,.

## Parcours
- Kankan
- Balandougou
- Kolioro
- Kouroko
- Mandiana
- Tongolomba
- Gbonko
- Frontière entre la Guinée et Mali